# Alexander Frenkel
Alexander Frenkel (ucraniano Олександр Френкель; * 4 de marzo de 1985 en Kirovohrad, Ucrania) es un boxeador alemán de origen ucraniano. Tiene la nacionalidad alemana desde 1991 y boxea para el  Equipo Sauerland en el peso crucero.
Frenkel creció en Würzburg y actualmente reside en Berlín; Su padre era judío y es el peso crucero de origen judío mejor clasificado en la historia. Su récord como aficionado fueron 55 victorias en 60 peleas. Hizo su debut profesional el 23 de septiembre de 2006. Su entrenador es Ulli Wegner y su mánager Wilfried Sauerland.

## Palmarés
Frenkel ha ganado las últimas 23 peleas 18 de ellas por KO.
Alexander Frenkel ganó pelea profesional el 17 de mayo de 2008 en el primer asalto después de 1:55 minutos de pelea contra Cory Phelps (EE. UU.). Con esta victoria consiguió el título del Campeonato Mundial Juvenil de la FIB.
El 4 de abril de 2009 después de casi un año de lesiones ganó en Düsseldorf contra Rubén Groenewald (Sudáfrica) por nocaut técnico en el quinto asalto. El último triunfo por KO fue contra el boxeador húngaro Turgonyidurch Balint en el último asalto.
En su combate No 23 como profesional el 18 de septiembre de 2010, Frenkel ganó el título europeo de peso crucero frente a Enzo Maccarinelli de Reino Unido derribándolo en el séptimo asalto.